# Peter Adelaar

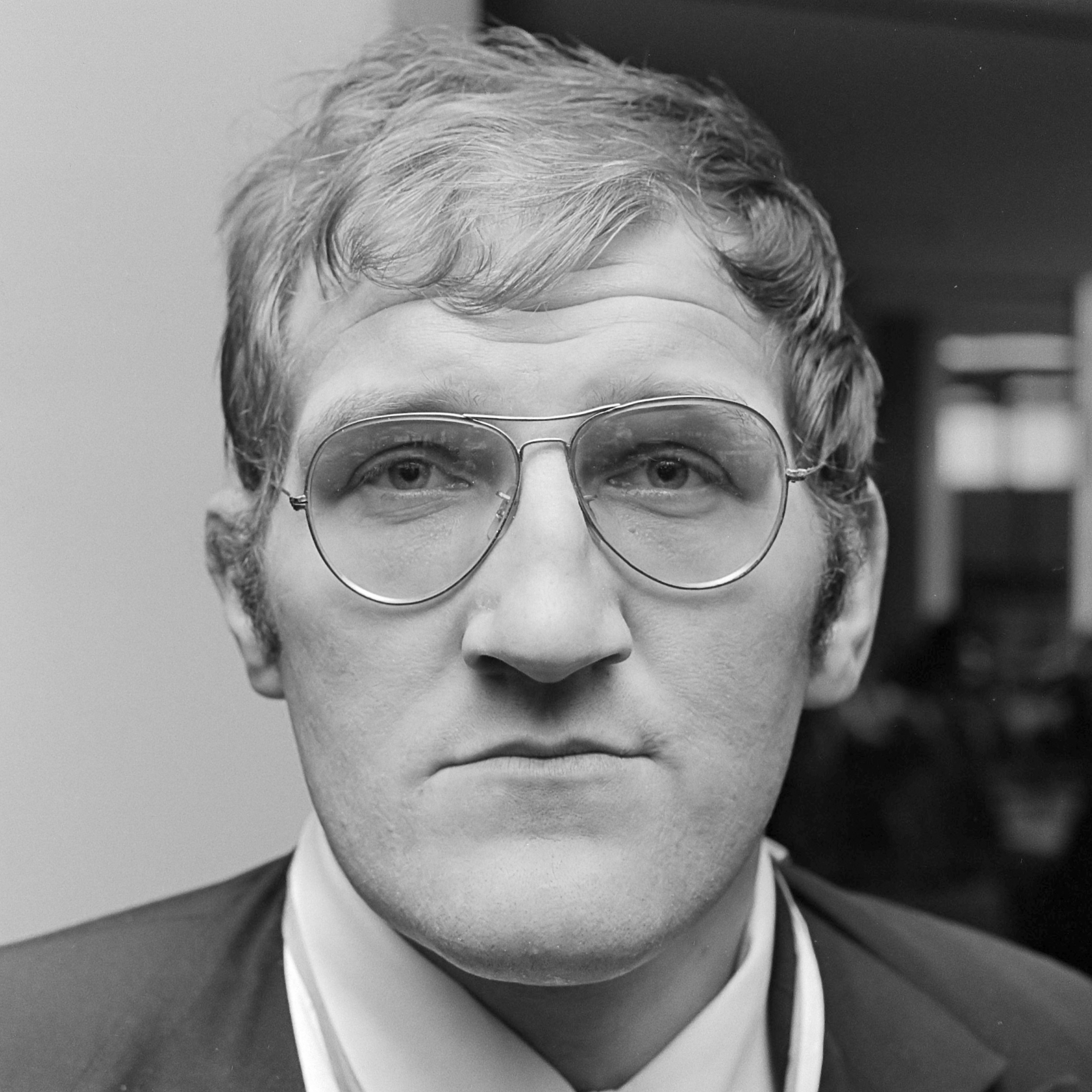
Europameister Peter Adelaar bei der Rückkehr aus Helsinki am Flughafen Schiphol (1978)

Peter Adelaar (* 26. Februar 1947 in Amsterdam; † 14. Oktober 2004 ebenda) war ein niederländischer Judoka. Er war Europameister 1978 und gewann außerdem fünf Bronzemedaillen bei Europameisterschaften.

## Karriere
Der 2,13 Meter große Peter Adelaar rückte 1973 nach dem Rücktritt von Willem Ruska in den Blickpunkt. Bei den Europameisterschaften 1973 in Madrid unterlag er im Schwergewicht dem Spanier Santiago Ojeda, gewann aber den Kampf um Bronze gegen Giwi Onaschwili aus der Sowjetunion. Adelaars Bronzemedaille war die einzige Medaille für die Niederlande bei diesen Meisterschaften. Einen Monat später bei den Weltmeisterschaften 1973 in Lausanne schied er in der offenen Klasse gegen Dietmar Lorenz aus der DDR aus. Im Schwergewicht erreichte er mit einem Sieg über den Franzosen François Besson das Halbfinale. Nach Niederlagen gegen Sergei Nowikow aus der Sowjetunion im Halbfinale und gegen den Briten Keith Remfry im Kampf um Bronze belegte Adelaar den fünften Platz. 1974 gewann Adelaar die niederländischen Meistertitel im Schwergewicht und in der offenen Klasse. 1975 bei den Europameisterschaften in Lyon erkämpfte er eine Bronzemedaille in der offenen Klasse.
Zwei Jahre später bei den Europameisterschaften 1977 in Ludwigshafen gewann Adelaar Bronze im Schwergewicht hinter dem Franzosen Jean-Luc Rougé und Dschibilo Nischaradse aus der Sowjetunion. 1978 bei den Europameisterschaften in Helsinki bezwang Adelaar im Schwergewichtshalbfinale Jean-Luc Rougé und im Finale den Ungarn Imre Varga. Bei den niederländischen Meisterschaften gewann Adelaar 1978 die offene Klasse und belegte im Schwergewicht den zweiten Platz hinter Wil Peters. Bei den Europameisterschaften 1979 in Brüssel gewann Adelaar eine Bronzemedaille im Schwergewicht, nachdem er im Halbfinale gegen Witali Kusnezow aus der Sowjetunion verloren hatte. 1979 und 1980 siegte Adelaar bei den niederländischen Meisterschaften im Schwergewicht. Bei den Europameisterschaften 1980 in Wien gewann Adelaar erneut Bronze im Schwergewicht, es war seine sechste und letzte Medaille bei Europameisterschaften. Zweieinhalb Monate später fanden in Moskau die Olympischen Spiele 1980 statt. Adelaar unterlag in seinem ersten Kampf im Schwergewicht Vladimir Kocman aus der Tschechoslowakei. Sechs Tage später dauerte sein einziger Kampf in der offenen Klasse gegen den Briten Arthur Mapp 2:08 Minuten. 1981 gewann Adelaar im Schwergewicht seinen insgesamt sechsten niederländischen Meistertitel.